# Limonia kuschei
Limonia kuschei là một loài ruồi trong họ Limoniidae. Chúng phân bố ở miền Tân bắc.